# Russi in Australia

Le persone di origine russa in Australia, secondo i risultati del censimento 2011..

La comunità russa in Australia è composta da circa 20.000 persone, che salgono a 75.000 se si considerano gli individui di discendenza russa.
Il primo cittadino a risiedere sul territorio australiana fu John Potocki, arrestato in Inghilterra e condannato ai lavori forzati in Tasmania, che sbarcò a Hobart nel 1804. Altri connazionali lo seguirono negli anni successivi e si formò una piccola comunità che nel 1820 era composta da quattro famiglie 
In quello stesso periodo Russia e Australia iniziarono ad entrare in contatto per traffici marittimi russi nell'area. Alcune minoranze russe, come quelle dei Mennoniti e dei Duchobory pianificarono un'emigrazione di massa, con 40.000 colonizzatori fra Australia e Nuova Guinea, ma l'esodo non si materializzò.
Una prima ondata di immigrati russi si ebbe invece fra la fine del XIX secolo e l'inizio del XX secolo, soprattutto ebrei dalla zona del Baltico e della Russia sud-occidentale, in fuga dai pogrom e dall'antisemitismo crescente dopo l'assassinio dello zar Alessandro II di Russia nel 1881. Secondo i dati riportati nei censimenti, il numero di Russi in Australia passò da 720 del 1871 fino a 4456 di quarant'anni dopo . 

Fra la sconfitta nella Guerra russo-giapponese del 1905 e la rivoluzione di Ottobre molti oppositori del regime zarista e disertori militari salparono per l'Australia. Il console russo in Australia, principe Abaza, stimava nel 1914 che i russi nel Paese fossero 12.000. Molti di loro parteciparono alla prima guerra mondiale sotto l'esercito australiano. Non meno di 400 erano dislocati sul fronte occidentale nel 1916 
Dopo la rivoluzione del 1917 e la successiva guerra civile russa, gli australiani posero un embargo all'immigrazione russa, ma negli anni '20 arrivò una seconda ondata, composta dai reduci dell'Armata Bianca sconfitta dai bolscevichi. Arrivarono poi altri immigrati dopo la Seconda Guerra Mondiale: prigionieri di guerra e perseguitati politici che volevano scampare i gulag.
Il censimento del 2006 rilevò che in Australia vivevano 15.354 persone nate in Russia; la maggior parte di loro vive a Melbourne (5.407) o Sydney (5.367).  Una significante frazione di questi sono donne (62%) e la maggior parte (69%) di questi non è giunta in Australia prima del 1990. Nello stesso censimento 67.055 australiani residenti dichiararono di avere origine russa, sia da sola che in combinazione con altre discendenze